# Stridskonst
En stridskonst eller kampkonst är ett system för närstrid eller självförsvar; ett system av kodifierade utövningar och traditioner av strid. Alla stridskonster har ett liknande mål, att försvara sig själv eller andra från fysiska hot. Därutöver är vissa stridskonster länkade till trosuppfattningar såsom hinduism, buddhism, daoism, konfucianism eller shinto, medan andra följer en speciell hederskodex. Stridskonster anses vara både en konst och en vetenskap. Många konster utökas även med tävlingsinriktning, oftast som kampsporter, men även ibland i form av dans.
Termen stridskonst kommer från krigföringskonsten som kommer från en 1400-talsterm från Europa som härrör till det som nu är känt som historisk europeisk kampkonst. När termen ursprungligen myntades under 1920-talet syftade det specifikt på asiatiska stridsstilar, speciellt de system som hade sitt ursprung i Ostasien. Idag kan termen dock både i sin litterära mening och i sitt påföljande användande användas för att benämna alla kodifierade stridssystem, oavsett ursprung. Exempelvis är Europa hemvist för många olika stridssystem, både levande traditioner som har existerat genom nutiden och andra som idag rekonstrueras. I Amerika har indianer traditioner av stridskonster med öppna händer såsom brottning, medan personer på Hawaii historiskt har utövat andra konster. Ett antal ursprung hittas i de atletiska rörelserna i capoeiran, som afrikanska slavar utvecklade i Brasilien baserat på kunskaper som de tagit med sig från Afrika. 
Medan varje stil har olikheter som särskiljer den från andra stridskonster, är ett vanligt kännetecken systematiseringen av stridstekniker. Träningsmetoder varierar och kan inkludera sparring (simulerad strid) eller formella uppsättningar eller rutiner med tekniker kända som kata. Dessa är speciellt vanliga i stridskonster i Asien och stridskonster som kommer från dessa.

## Stridskonst och kampsport
Till vardags brukar man kalla stridskonster för kampsport. En stridskonst är inte nödvändigtvis tränings- eller tävlingsinriktad. Den största skillnaden på en kampsport och en stridskonst är att kampsporten är en idrott med standardiserade regler. Ett par exempel på stridskonster är Sayoc Kali, Bujinkan och krav maga. Vissa stridskonster, till exempel iaido, är inte i sig själva avsedda som övningar för strid, utan utförs som estetisk uppvisning (kata). 
Stridskonst och kampkonst har och har haft olika syften och inriktningar med etniska principer, till exempel militärt försvar, street fighting, självförsvar, uppvisning, hälsa och livsstil, samt tävling (som ordet kampsport kommer ifrån). Det finns många inriktningar och grenar och det kan vara svåröverskådligt för utomstående, speciellt de östasiatiska med sedan länge utvecklad kultur och tradition inom kampkonst. Vissa stridskonster har sitt ursprung i tidigare samhällen där laglöshet rådde, därför ligger fokus mer på praktiskt självförsvar och hälsa (både mentalt och fysiskt) för att användas i trånga stadsmiljöer av en fysiskt svagare person, dvs. där man lever med det som en livsstil . Ett exempel är Wing Chun.

## Ursprung för ordenstridskonstochkampkonsti kulturhistorien
Varför är kampkonst en konst, undrar många som inte sysslar med det. Det finns många svar på den frågan men det finns något gemensamt mellan kultur och historia. Orden finns i många språk som sammanslagning av två betydelser, dvs. ordet kamp eller strid och ordet konst. På engelska heter det Martial Art, där art betyder konst och på kinesiska Wushu 武术, varav ordet Wu 武 betyder strid eller kamp och ordet Shu 术 betyder konst .[källa behövs] Kungliga Tekniska högskolan (KTH) har i sin slogan Vetenskap och Konst. Och varför då konst? Vetenskap handlar om teorier, konst handlar om att skapa, dvs. vetenskap tillsammans med konst = teknologi. Samma tänkande gäller även kampkonst i antika kulturer, såsom i Kina som har flera tusen år av kampkonstkultur bevarad fram till idag. Kamp handlar om vetenskap inom strategiska teoretiska principer för att vinna över motståndare, och genom konsten dvs. skapandet, kan man tillämpa det. I det kinesiska språket finns ordet Kung Fu 功夫, som egentligen inte betyder kampkonst som många tror, utan istället betyder det skicklighet, dvs. kampprinciper tillsammans med konst ger skicklighet, 功夫, efter mycket träning  . 